# Cowell Battery
18°19′33″N 64°55′58″W / 18.32583°N 64.93278°W
Cowell Battery je naselje na otoku Hassel u blizini Saint Thomasa na Američkim Djevičanskim otocima . Broj stanovnika naselja i cijelog otoka 2012. godine iznosio je 10 stanovnika. Ime je dobio po britanskom časniku Johnu Claytonu Cowellu iz Kraljevske pješačke pukovnije koji je bio guverner St. Thomasa tijekom britanske okupacije 1801.-1802.